# Armillaria ostoyae
Armillaria ostoyae (Henri Romagnesi, 1970 ex Herink, 1973) sin. Armillaria solidipes Charles Horton Peck, 1900) din încrengătura Basidiomycota în  familia Physalacriaceae și de genul Armillaria, este o ciupercă comestibilă, saprofită, dar în primul rând parazitară, denumită în popor ciupercă de miere sau ciuperca uriașă. Se dezvoltă și în România, Basarabia precum Bucovina de Nord în tufe cu multe exemplare, pe trunchiuri aflați în putrefacție ori copaci vii, numai prin păduri deconifere în special pe jneapăni, dar și pe molizi, unde produce o distrugere frapantă și pricinuiește importante pagube, provocând putregaiul alb al lemnului. Specia se poate găsii din (mai) iunie până în noiembrie (decembrie).
Oameni de știință au descoperit în pădurea Malheur National Forest⁠(en)[traduceți]  în est de Prairie City, Oregon⁠(en)[traduceți] (statul Oregon, SUA) o Armillaria ostoyae uriașă (foarte apropiat înrudită cu Armillaria mellea, pentru mai mulți savanți între alții Claude Casimir Gillet sau Bruno Cetto numai variația Armillaria obscura), răspândită peste 900 de hectare, cu o greutate de aproximativ 600 de tone și o vârstă de 2.400 de ani. Ea reprezintă cel mai mare organism cunoscut din lume.  Soiul este și în Europa cel mai mare organism cunoscut. 

## Istoric

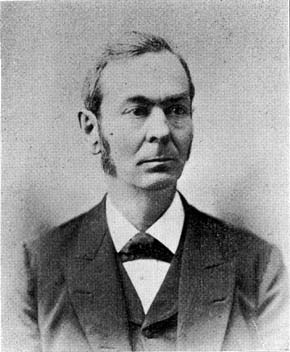
Ch. H. Peck

Specia a fost descrisă pentru prima dată de savantul englez James Bolton în volumul 4 al lucrării sale An History of Fungusses, Growing about Halifax din 1791.
Specia a fost apoi cunoscută pentru mult timp sub taxonul Armillariella ostoyae Romagn., redenumită în Armillaria ostoyae de micologul ceh Josef Herink (1915-1999) în 1973, până când o publicație din 2008 a arătat că specia a fost descrisă sub denumirea Armillaria solidipes de Charles Horton Peck (1833-1917) deja în 1900, cu mult înainte ca Henri Romagnesi să o descrie în 1970. Pe urmă, o propunere privind conservarea numelui de Armillaria ostoyae a fost publicată în 2011 și a fost aprobată de Nomenclature Committee for Fungi (Comitetul de nomenclatură pentru ciuperci). 
Taxonul Armillariella  polymyces, propus de micologii germani  Rolf Singer și Heinz Clémençon în 1973 poate fi neglijat.

## Descriere

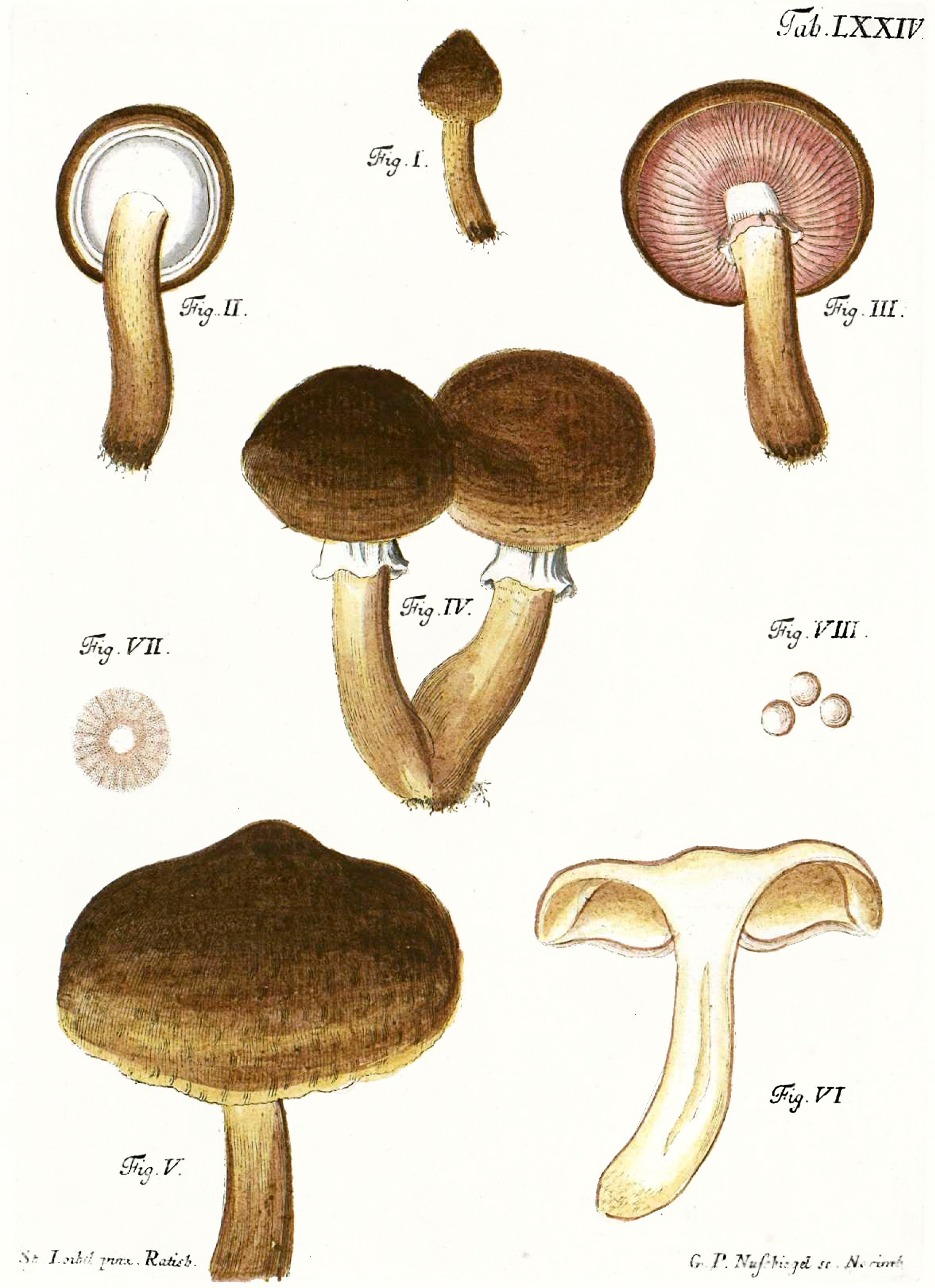
Schaeff: A. obscura

- Pălăria: are un diametru de 4-12 (20) cm, este cărnoasă, la început emisferică, apoi convexă, pentru mult timp cu marginea răsucită în jos, aplatizând odată cu vârsta, atunci adesea ceva adâncită, rar cu un gurgui mic central și de culoare mai închisă în mijloc. Cuticula este netedă, mată și uscată, fiind de culoare foarte variată care tinde de la gri-albicios, peste ocru-bej, până la brun-roșcat sau brun închis, ce depinde de specia arboricolă pe seama căreia trăiește. În urma vălului parțial, suprafața ei este presărată cu mulți solzi mici, ascuțiți, brun-negricioși care se concentrează spre zona centrală. Acești negi sunt destul de trecători, astfel exemplare bătrâne sunt adesea goale, dar, de asemenea ciuperci tinere pot să piardă solzii după o ploaie puternică.
- Lamelele: sunt subțiri, inegale, stând dens, fiind la început albe, slab ondulate și acoperite pentru scurt timp de vălul alb parțial, ca să devină apoi din ce în ce mai maronii.
- Piciorul: este relativ lung și zvelt cu o înălțime de 5-12 (15) cm și o lățime de 1-2,5 cm, fiind canelat sau flocos, fibros, elastic, rar ușor curbat, plin pe interior, câteodată și ușor bulbos la bază. Coloritul este albicios în partea superioară și mai închis cu tonuri maronii spre bază, în vârstă brun. Tulpina are un inel alb, bătător la ochi, pielos și striat, durabil, imobil precum atârnat în jos fiind foarte apropiat de pălărie.
- Carnea: este albicioasă și nu se colorează după tăiere, fiind în pălărie fermă iar în picior tare și fibroasă. Mirosul este ca de ciuperci, gustul ceva acrișor și  rășinos, astfel puțin astringent. Ciuperci ingerate crud sau exemplare bătrâne provoacă intoxicații gastrointestinale grave.
- Caracteristici microscopice: Sporii sunt rotunjori până ovoidali, granulat umpluți, hialini (translucizi) și neamilozi cu o mărime de 6–9,5 × 5,5–7 microni. Pulberea lor este albă.[4][5]

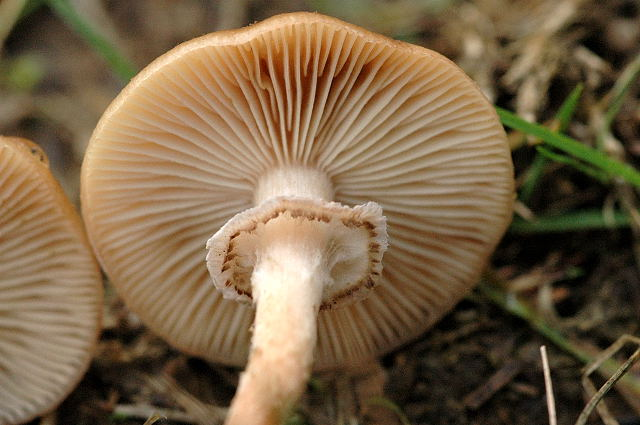
A. ostoyae, lamele și inel
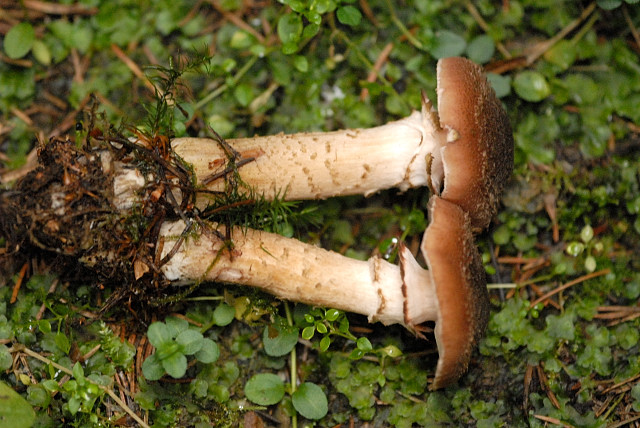
A. ostoyae, tulpine
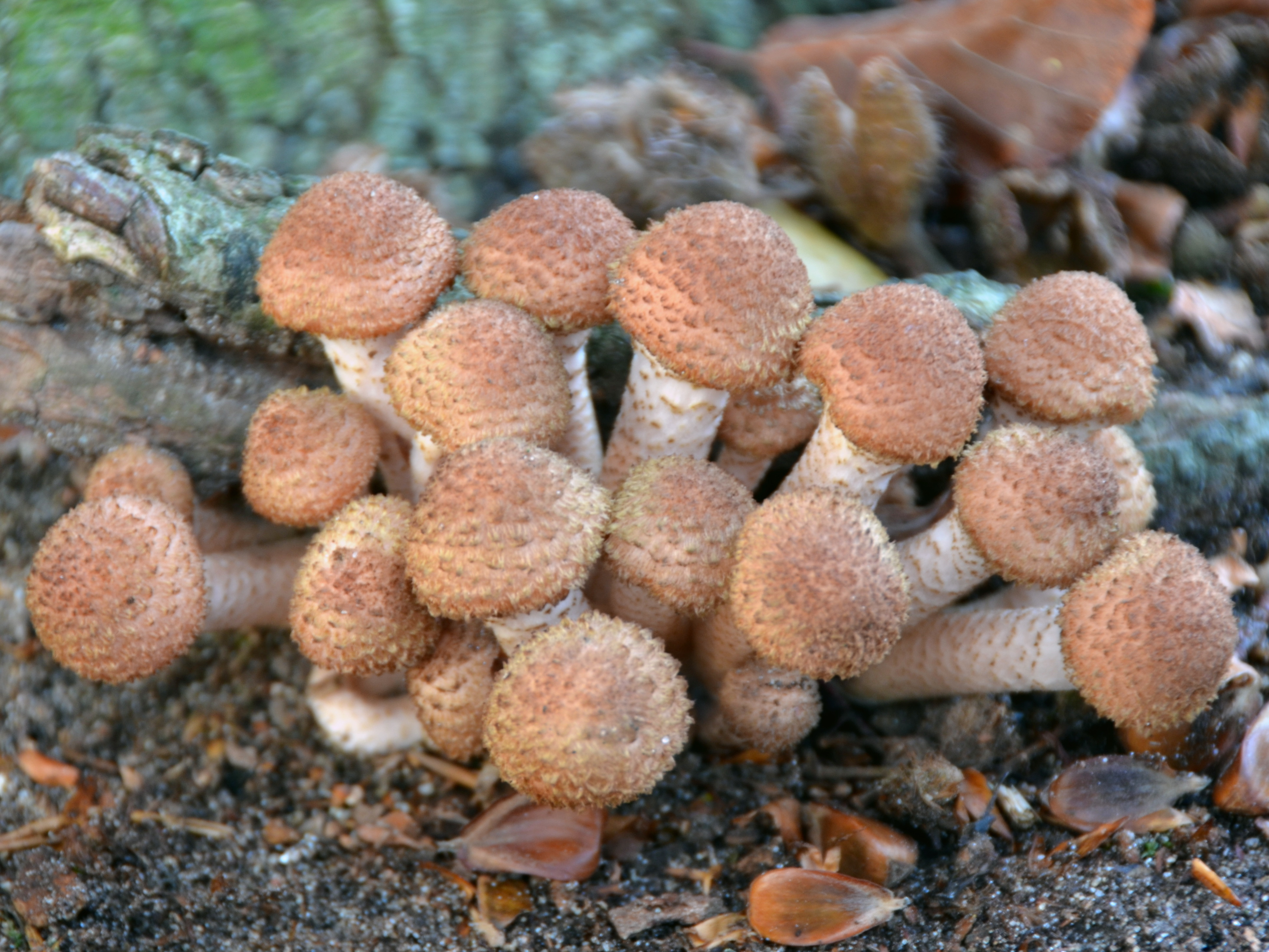
A. ostoyae tinere
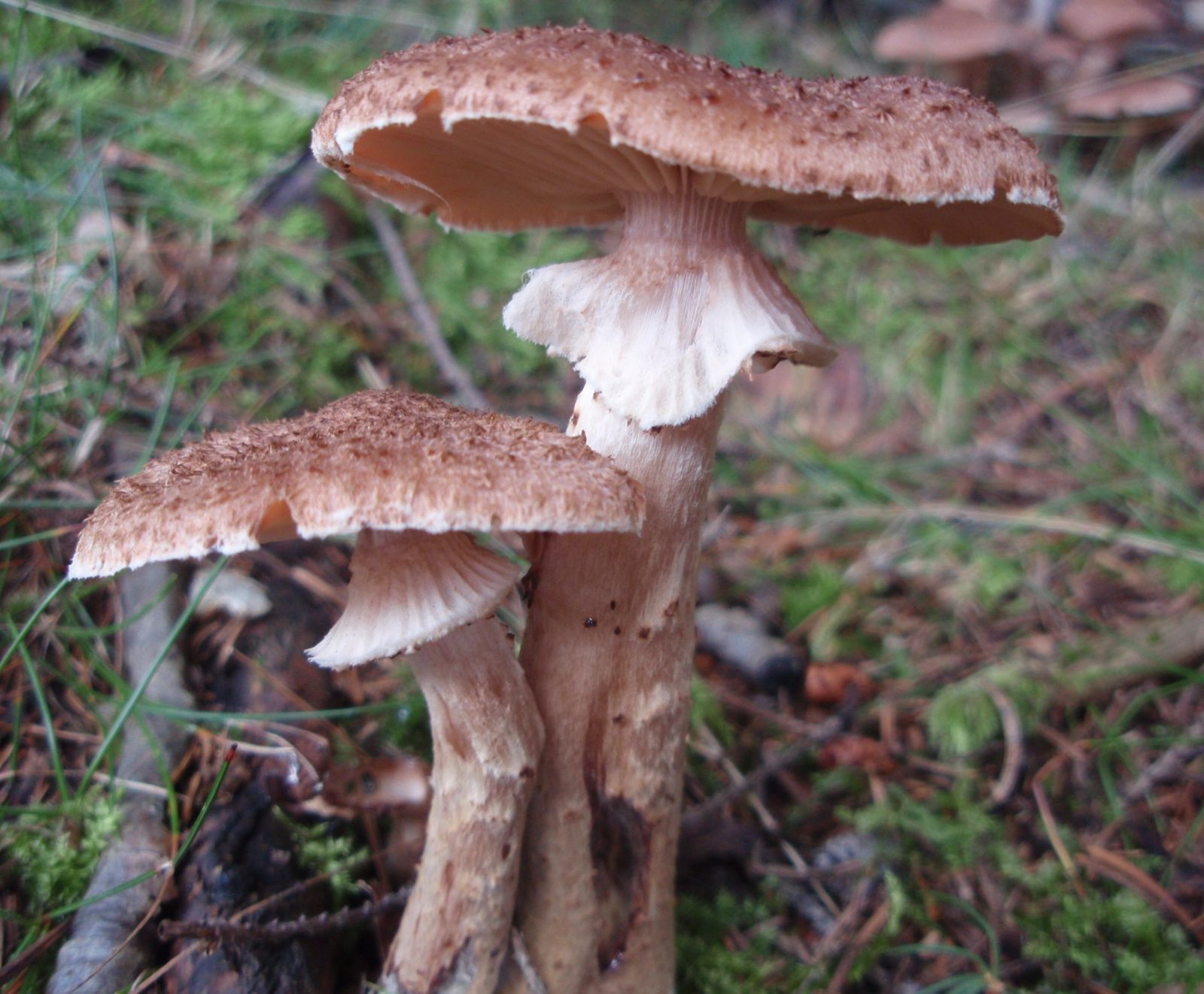
A. ostoyae bătrâne
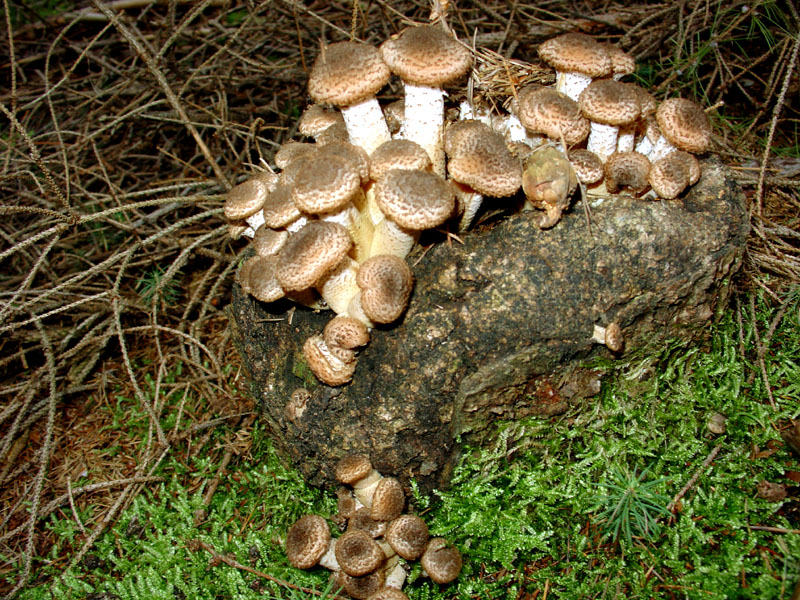
A. ostoyae, grup

## Confuzii
Armillaria ostoyae  poate fi confundată cu alte soiuri ale genului Armillaria, ca de exemplu cu gemenii ei Armillaria mellea (comestibilă) sau Armillaria tabescens (comestibilă), respectiv alte specii crescătoare pe lemn atrofiat ca de exemplu cu letala Galerina marginata, otrăvitoarele Hypholoma fasciculare, 'Hypholoma lateritium sin. Hypholoma sublateritium sau Hypholoma marginatum, cu Pholiota squarrosa (de comestibilitate restrânsă) și Stropharia aurantiaca (necomestibil). ori cu comestibilele și delicioasele Hypholoma capnoides, și Kuehneromyces mutabilis, sin. Galerina mutabilis ori Pholiota mutabilis (gheba ciobanilor), dar în anumite circumstanțe și cu Inocybe dulcamara (otrăvitoare), sau Inocybe dulcamara (otrăvitoare), sau Inocybe lanuginosa (otrăvitoare, posibil letală).

## Specii asemănătoare

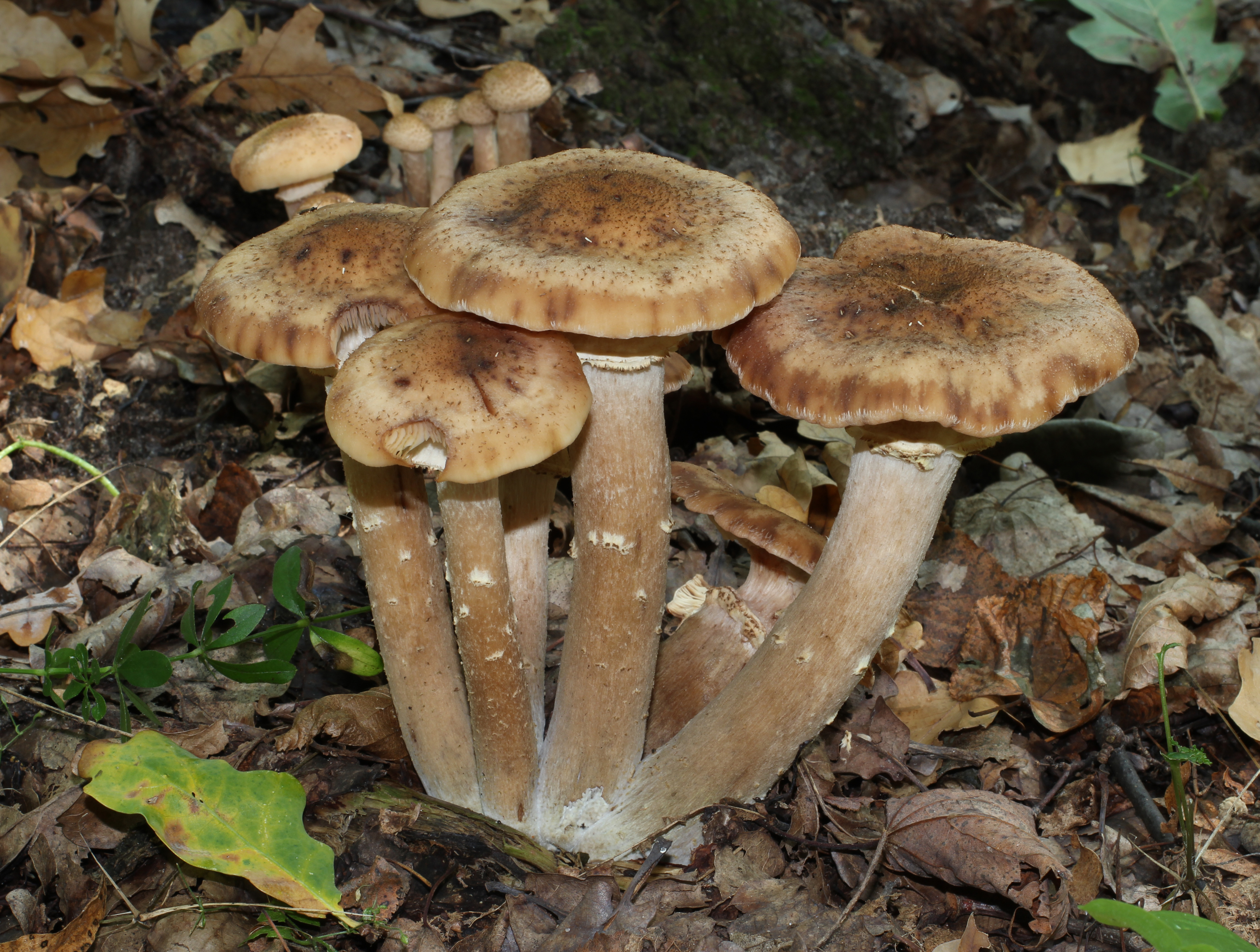
Armillaria mellea
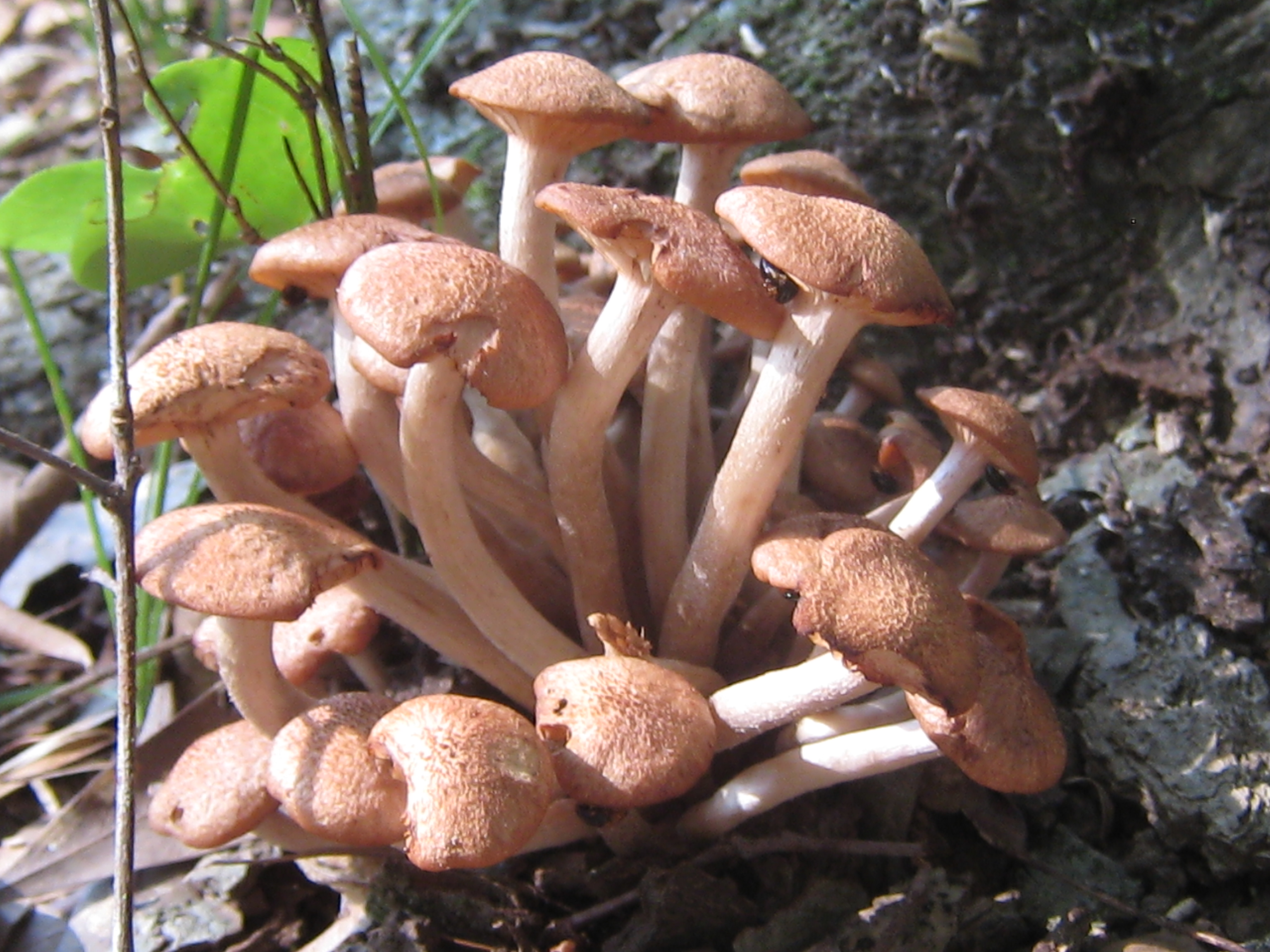
Armillaria.tabescens
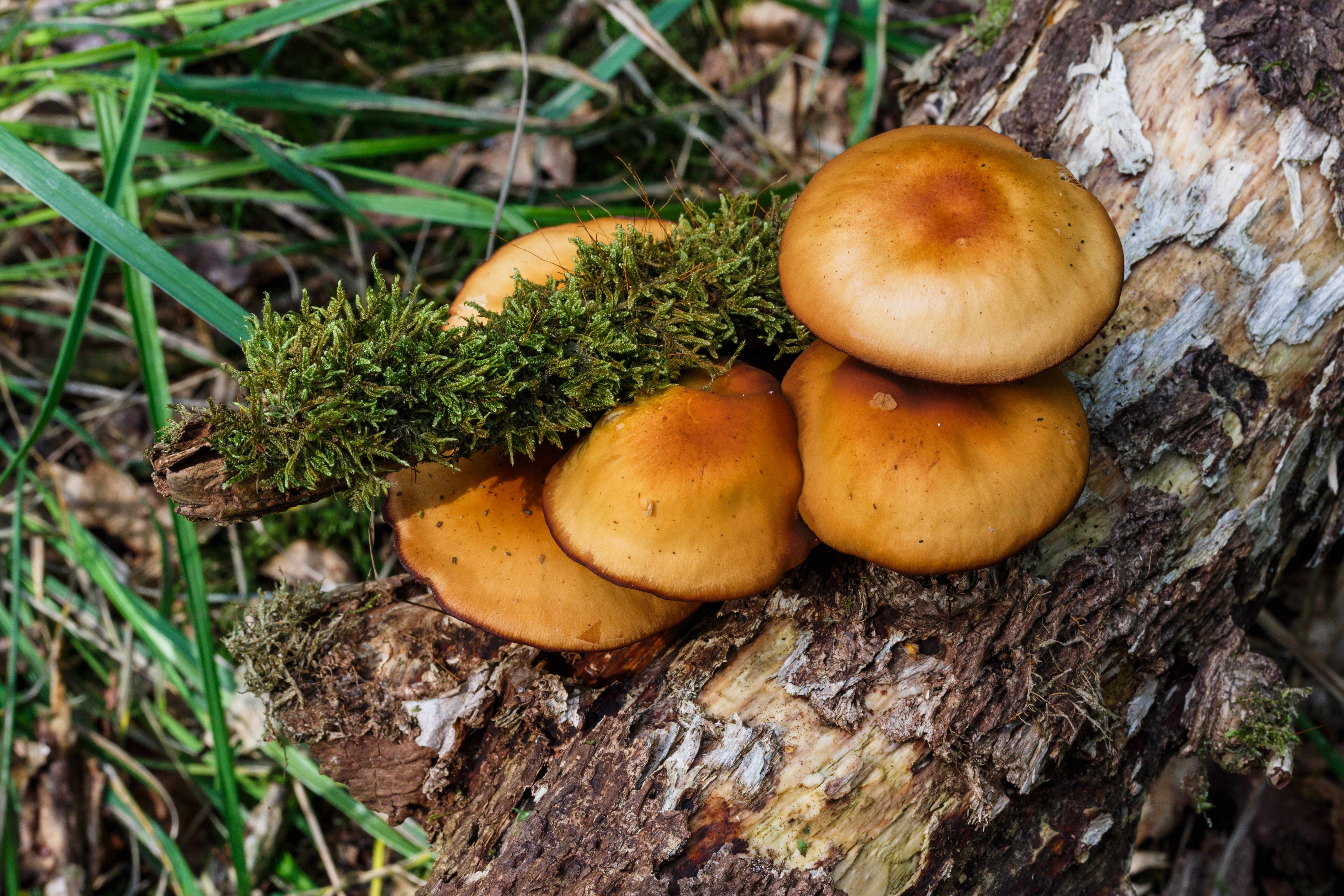
!!!Galerina marginata!!!
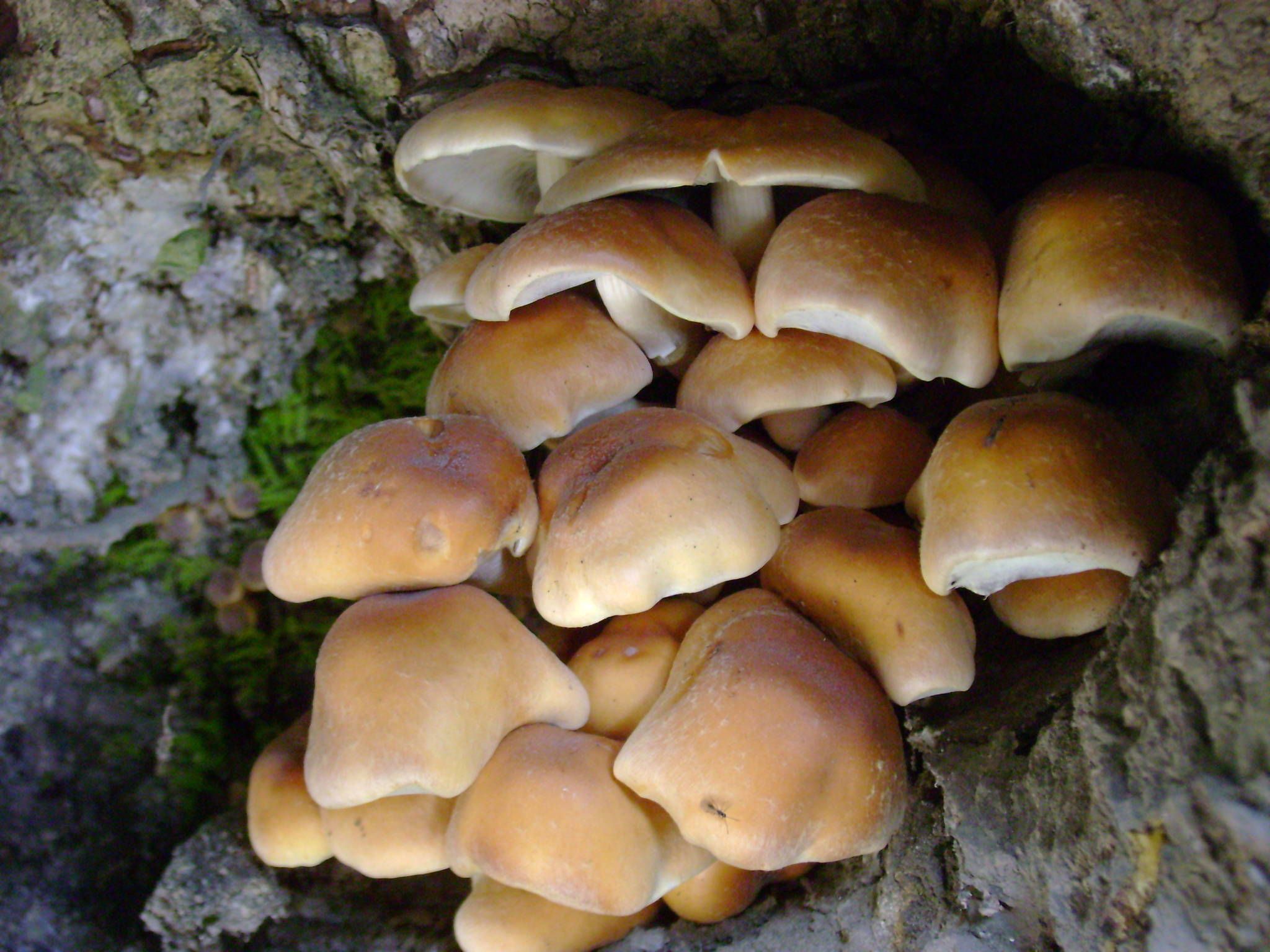
Hypholoma capnoides
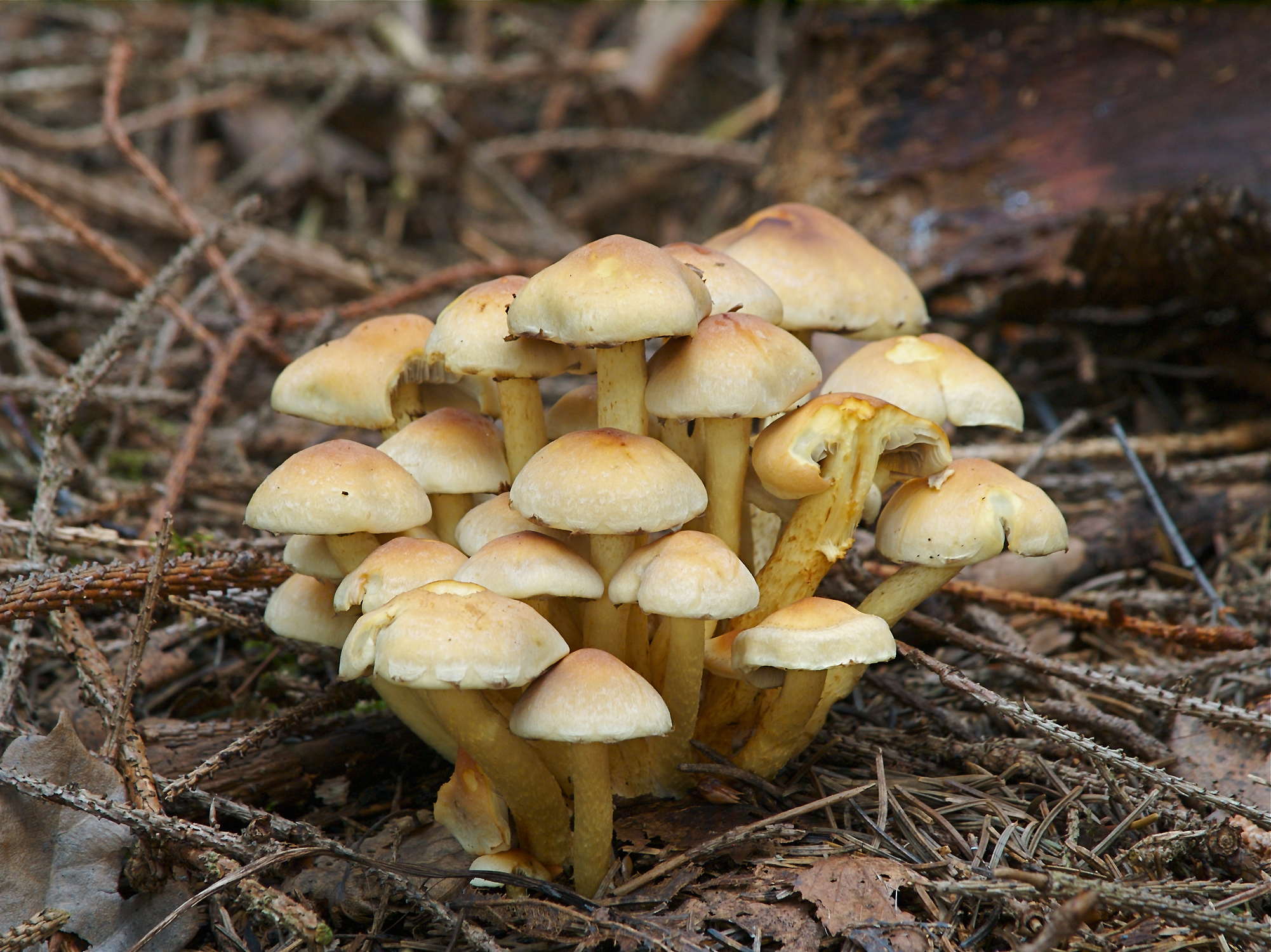
!!Hypholoma fasciculare!!
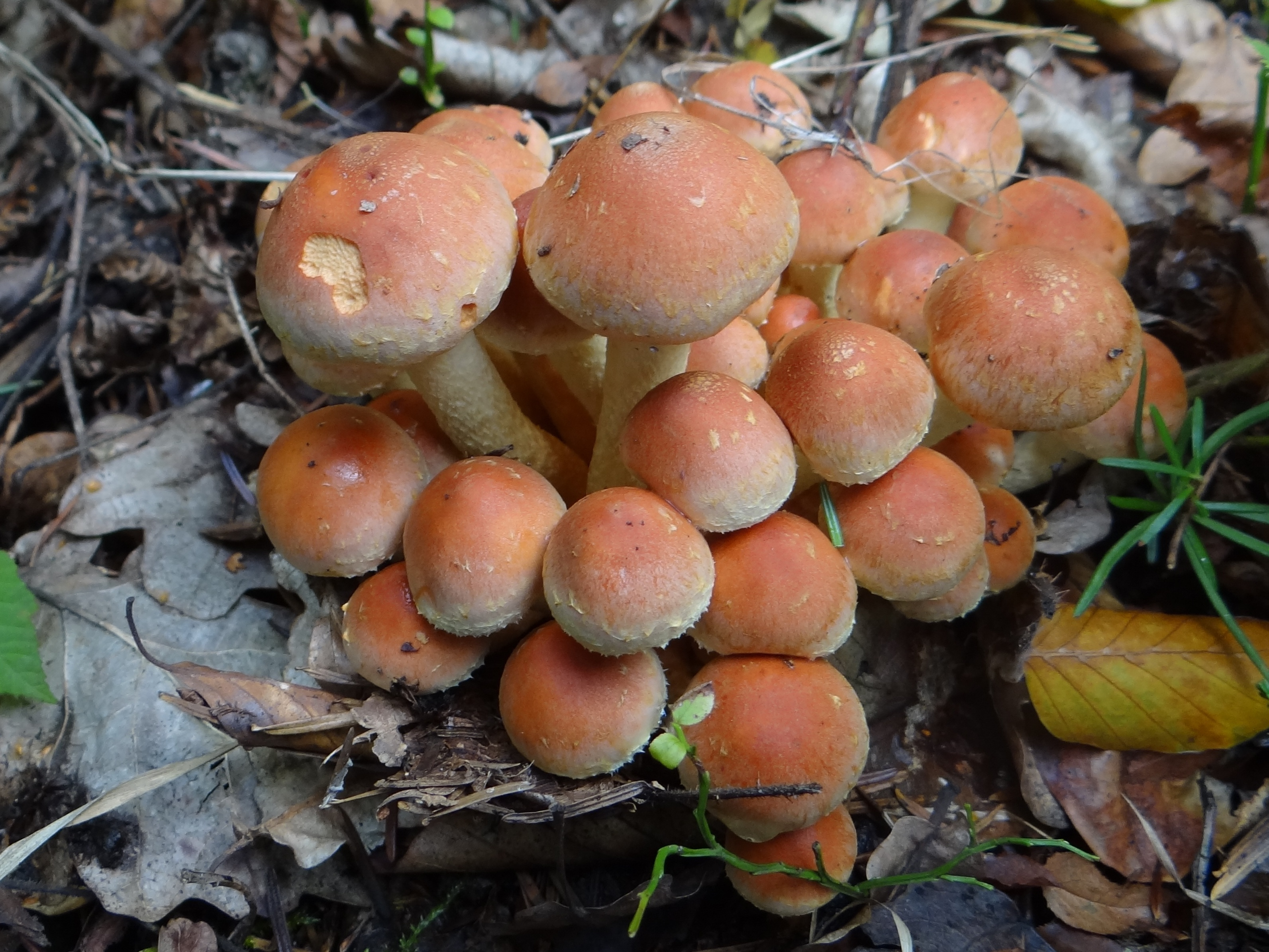
!!Hypholoma lateritium!!

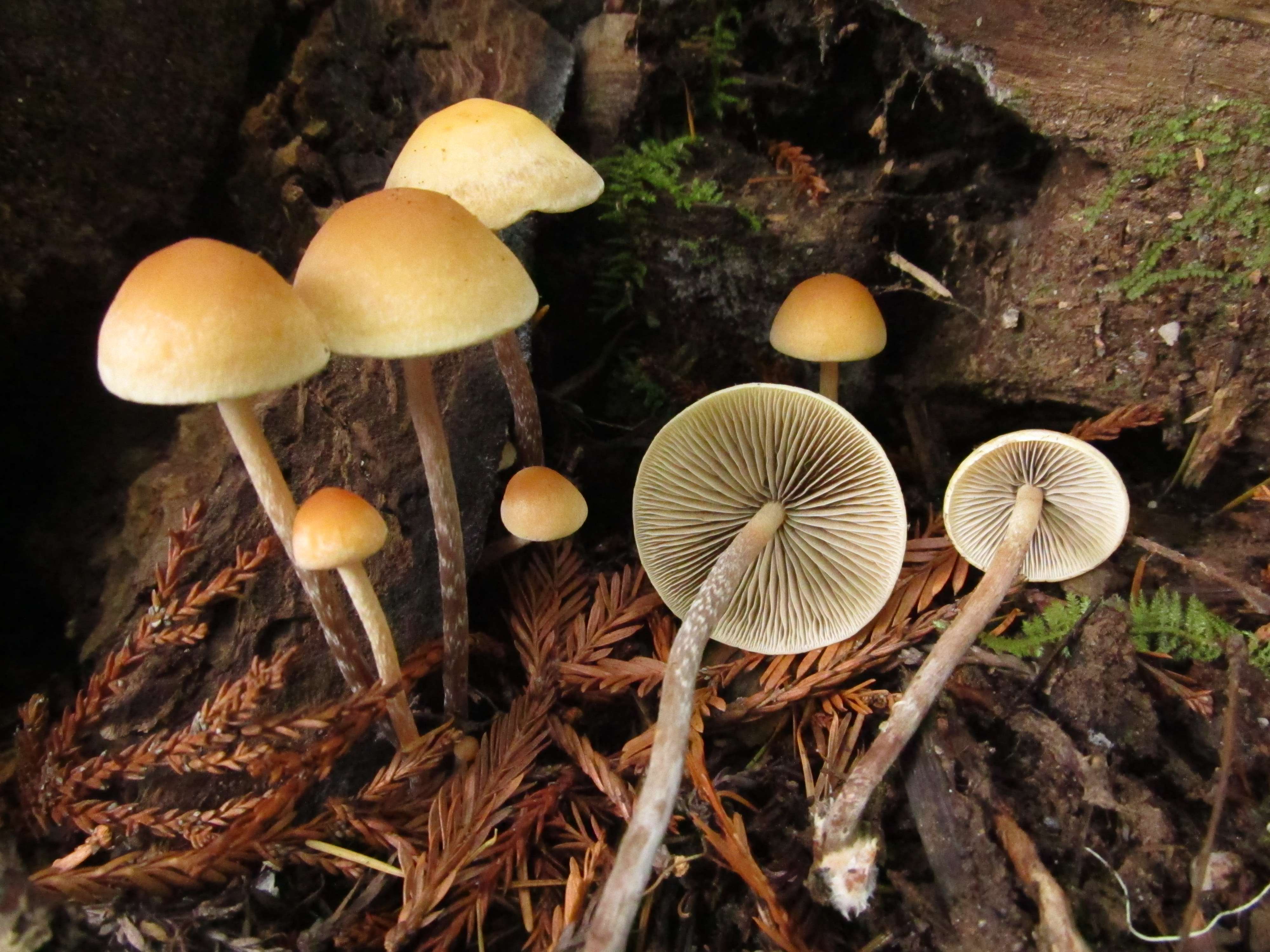
!Hypholoma marginatum!
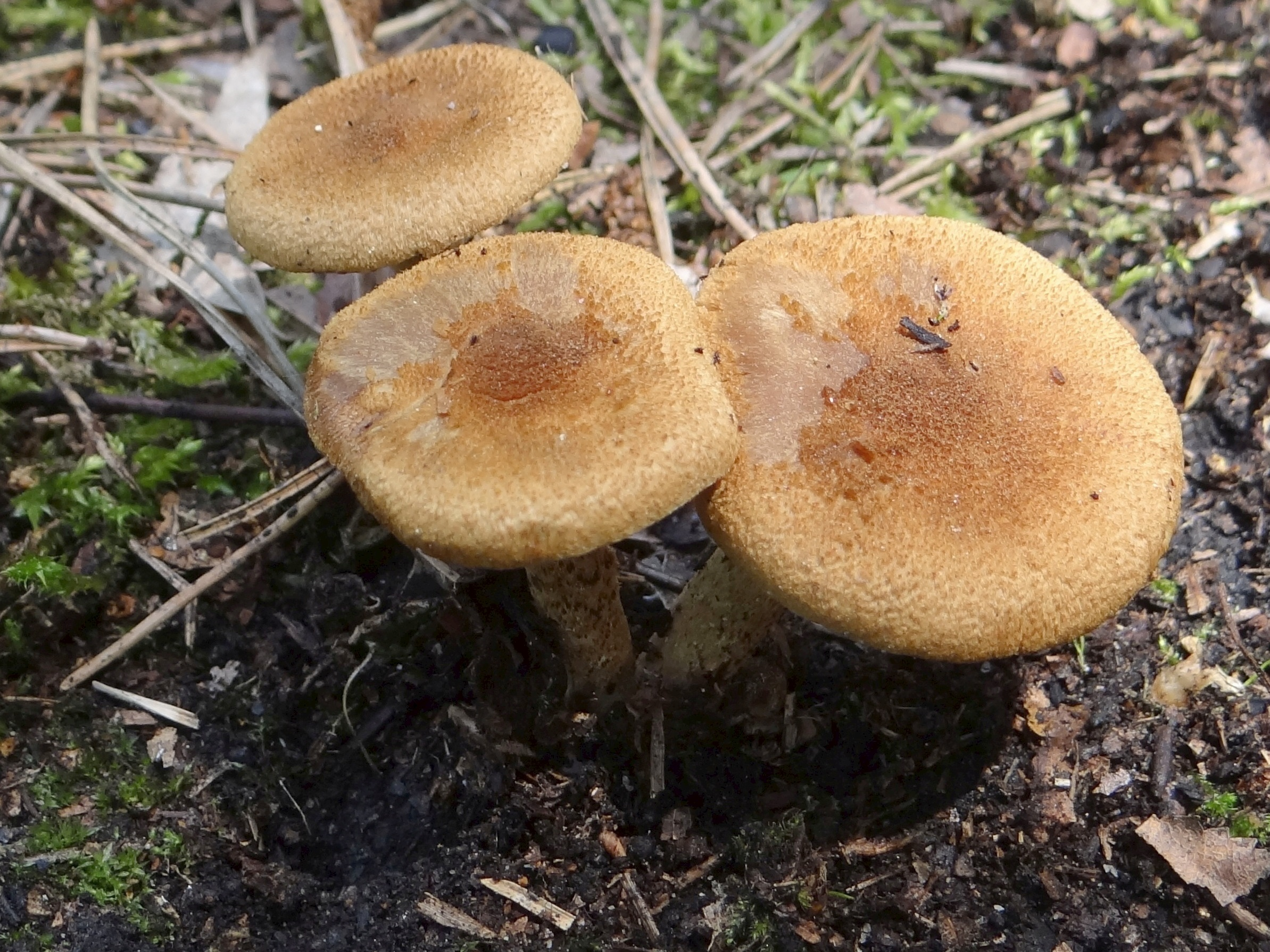
!!Inocybe dulcamara!!
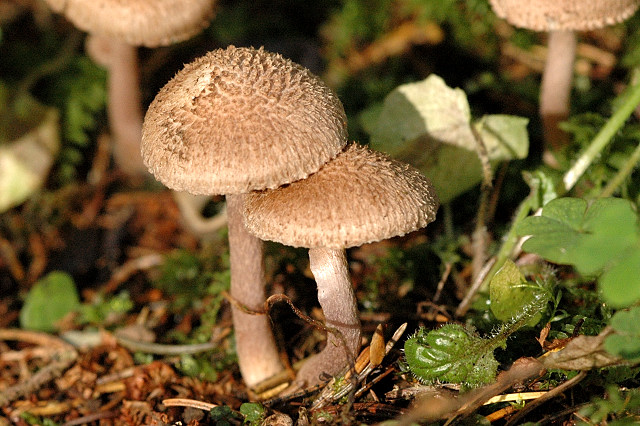
!!!Inocybe lanuginosa!!!
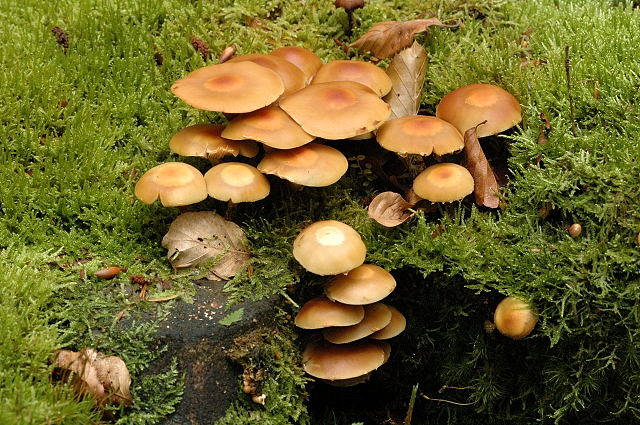
Kuehneromyces mutabilis
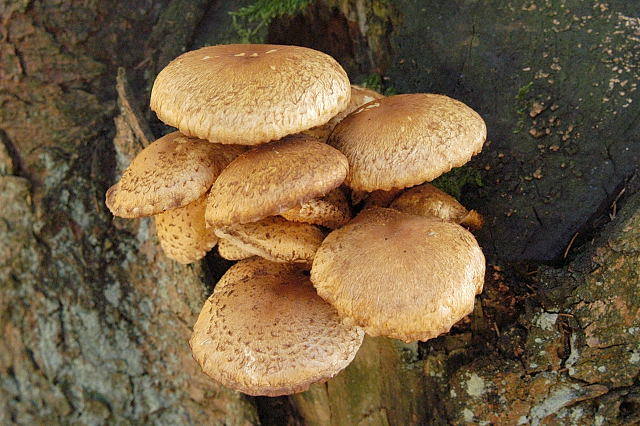
!Pholiota.squarrosa!
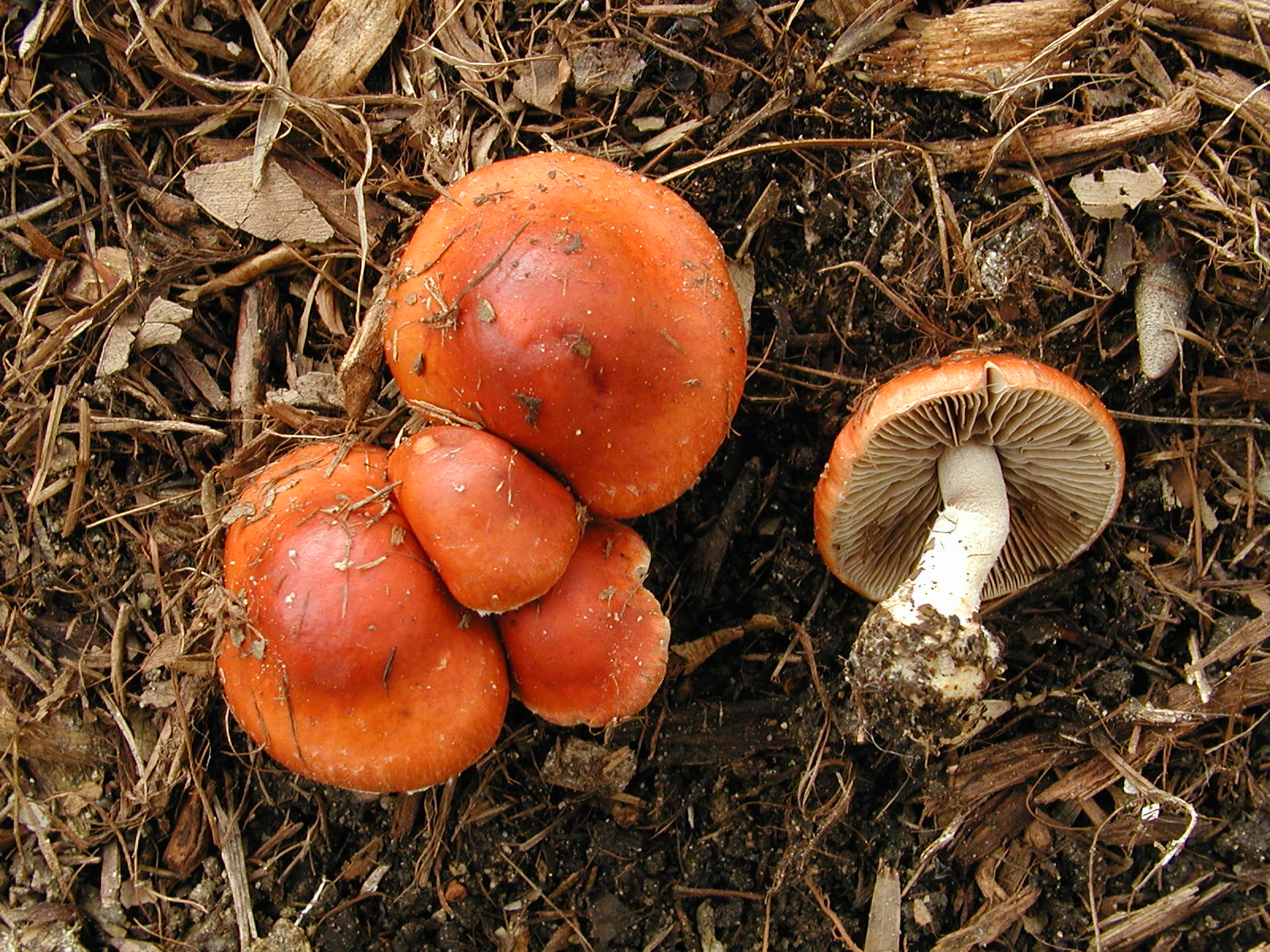
!Stropharia aurantiaca!

## Valorificare
Armillaria ostoyae nu sunt ciuperci chiar astfel de gustoase și delicioase ca ghebele cu inel, gustul fiind ceva rășinos. La ele trebuie dat de asemenea atenție privind comestibilitatea: Ciupercile sunt toxice ingerate crud, nu fierte lung destul sau bătrâne. Piciorul nu se folosește, fiind tare și fibros. Bureții tineri se potrivesc, datorită mirosului aromatic excelent, mereu bine fierți sau prăjiți, într-o supă de cartofi, pentru mâncăruri cu miel/oaie/batal sau vânat (căprioară, cerb). sau ca adăugare la cartofi prăjiți cu slănină. Foarte gustoși sunt preparați ca Duxelles (un fel de zacuscă) sau, după preparare, conservate în ulei sau oțet.